# John Heartfield
John Heartfield, szül. Helmut Herzfeld (Berlin, 1891. június 19. – Kelet-Berlin, 1968. április 26.) német – képzőművész.

## Pályafutása
John Heartfield kiválóan példázza a huszadik századi művészt, aki jószerivel egész munkásságát a politikának szenteli. Miközben művészi fegyvertárát akarta felfrissíteni, feltalálta a – fotókollázs egy formáját, amely még napjainkban is jelentős hatással van a grafikai tervezők munkájára. (Az Adobe Photoshop program bizonyos montázsfunkciói az általa annak idején alkalmazott és továbbgondolt manuális technikai eljárásokon alapulnak.)
Berlinben született 1891-ben, Ő volt a legidősebb gyerek a négy közül. Apja, Franz Herzfeld szocialista költő és drámaíró volt, anyja, Alice egy textilgyárban dolgozott, sztrájkszónok és lelkes aktivista.
1895-ben Franz Herzfeldet egyévi börtönbüntetésre ítélték istenkáromlásért, s a család rövid időre a svájci Weggisbe menekült. További hányattatások után Ausztriában 1898-ban a szülők a gyerekeket magukra hagyták, s nyomtalanul eltűntek; a polgármester fogadta be az árvákat.
John Heartfield 1905-ben Wieland öccsét is magával vitte Wiesbadenbe, és az iskolát abbahagyta. Könyvárus segédjeként, majd két évig festőinasként dolgozott. 1908-ban felvételizett a müncheni Iparművészeti Főiskolára, s 1912-ig tanult ott, majd Mannheimbe ment, ahol tervezői állást kapott egy papírgyárban.